# ATP Tour 1998
L'edizione 1998 dell'ATP Tour è iniziata il 5 gennaio con il Qatar ExxonMobil Open e l'Australian Men's Hardcourt Championships e si è conclusa il 24 novembre con gli ATP Tour World Championships.
L'ATP Tour è una serie di tornei maschili di tennis organizzati dall'ATP. Questa include i tornei del Grande Slam (organizzati in collaborazione con l'International Tennis Federation (ITF)), il  Tennis Masters Cup, i tornei dell'ATP Masters Series, dell'International Series Gold e  dell'International Series.

## Calendario
Legenda
| Grande Slam                   |
| ATP Super 9                   |
| ATP International Series Gold |
| ATP International Series      |
| Torneo a squadre              |
| Torneo di fine anno           |

### Gennaio
| Settimana             | Torneo | Vincitore                                            | Finalista                        | Semifinalisti                     | Eliminati ai quarti                                            |
| --------------------- | --- | ---------------------------------------------------- | -------------------------------- | --------------------------------- | -------------------------------------------------------------- |
| 5 gennaio             | Qatar ExxonMobil Open 1998 Doha, Qatar International Series $975 000 - Cemento Singolare - Doppio            | Petr Korda 6-0, 6-3                                  | Fabrice Santoro                  | Goran Ivanišević Andrij Medvedjev | Greg Rusedski Bernd Karbacher Tim Henman Sjeng Schalken        |
| 5 gennaio             | Qatar ExxonMobil Open 1998 Doha, Qatar International Series $975 000 - Cemento Singolare - Doppio            | Mahesh Bhupathi Leander Paes 6-4, 3-6, 6-4           | Olivier Delaître Fabrice Santoro | Goran Ivanišević Andrij Medvedjev | Greg Rusedski Bernd Karbacher Tim Henman Sjeng Schalken        |
| 5 gennaio             | Adelaide International 1998 Adelaide, Australia International Series $315 000 - Cemento Singolare - Doppio   | Lleyton Hewitt 3-6, 6-3, 7–6(4)                      | Jason Stoltenberg                | Todd Woodbridge Andre Agassi      | Nicolas Escudé Jérôme Golmard Vince Spadea Brett Steven        |
| 5 gennaio             | Adelaide International 1998 Adelaide, Australia International Series $315 000 - Cemento Singolare - Doppio   | Joshua Eagle Andrew Florent 6-4, 6-7, 6-3            | Ellis Ferreira Rick Leach        | Todd Woodbridge Andre Agassi      | Nicolas Escudé Jérôme Golmard Vince Spadea Brett Steven        |
| 12 gennaio            | Sydney International 1998 Sydney, Australia International Series $315 000 - Cemento Singolare - Doppio       | Karol Kučera 7-5, 6-4                                | Tim Henman                       | Patrick Rafter Michael Tebbutt    | Todd Martin Thomas Enqvist Jason Stoltenberg Albert Costa      |
| 12 gennaio            | Sydney International 1998 Sydney, Australia International Series $315 000 - Cemento Singolare - Doppio       | Todd Woodbridge Mark Woodforde 6-3, 7-5              | Jacco Eltingh Daniel Nestor      | Patrick Rafter Michael Tebbutt    | Todd Martin Thomas Enqvist Jason Stoltenberg Albert Costa      |
| 12 gennaio            | Heineken Open 1998 Auckland, Nuova Zelanda International Series $315 000 - Cemento Singolare - Doppio        | Marcelo Ríos 4-6, 6-4, 7–6(3)                        | Richard Fromberg                 | Byron Black Félix Mantilla        | Kenneth Carlsen Christian Vinck Dominik Hrbatý Carlos Costa    |
| 12 gennaio            | Heineken Open 1998 Auckland, Nuova Zelanda International Series $315 000 - Cemento Singolare - Doppio        | Patrick Galbraith Brett Steven 6-4, 6-2              | Tom Nijssen Jeff Tarango         | Byron Black Félix Mantilla        | Kenneth Carlsen Christian Vinck Dominik Hrbatý Carlos Costa    |
| 19 gennaio 26 gennaio | Australian Open 1998 Melbourne, Australia Grande Slam $3,140,107 - Cemento Singolare - Doppio - Doppio misto | Petr Korda 6-2, 6-2, 6-2                             | Marcelo Ríos                     | Karol Kučera Nicolas Escudé       | Pete Sampras Jonas Björkman Nicolas Kiefer Alberto Berasategui |
| 19 gennaio 26 gennaio | Australian Open 1998 Melbourne, Australia Grande Slam $3,140,107 - Cemento Singolare - Doppio - Doppio misto | Jonas Björkman Jacco Eltingh 6-2, 5-7, 2-6, 6-4, 6-3 | Todd Woodbridge Mark Woodforde   | Karol Kučera Nicolas Escudé       | Pete Sampras Jonas Björkman Nicolas Kiefer Alberto Berasategui |

### Febbraio
| Settimana   | Torneo | Vincitore                                        | Finalista                        | Semifinalisti                     | Eliminati ai quarti                                           |
| ----------- | --- | ------------------------------------------------ | -------------------------------- | --------------------------------- | ------------------------------------------------------------- |
| 2 febbraio  | Open 13 1998 Marsiglia, Francia International Series 514 250 $ - Cemento Indoor Singolare - Doppio                                 | Thomas Enqvist 6-4, 6-1                          | Evgenij Kafel'nikov              | Mikael Tillström Richard Krajicek | Arnaud Clément Arnaud Boetsch Magnus Gustafsson Daniel Vacek  |
| 2 febbraio  | Open 13 1998 Marsiglia, Francia International Series 514 250 $ - Cemento Indoor Singolare - Doppio                                 | Donald Johnson Francisco Montana 6-4, 3-6, 6-3   | Mark Keil T. J. Middleton        | Mikael Tillström Richard Krajicek | Arnaud Clément Arnaud Boetsch Magnus Gustafsson Daniel Vacek  |
| 2 febbraio  | Croatian Indoors 1998 Spalato, Croazia International Series $375 000 - Sintetico Singolare - Doppio                                | Goran Ivanišević 7–6(3), 7–6(5)                  | Greg Rusedski                    | Marc Rosset Martin Sinner         | Martin Damm Rainer Schüttler Kenneth Carlsen Jiří Novák       |
| 2 febbraio  | Croatian Indoors 1998 Spalato, Croazia International Series $375 000 - Sintetico Singolare - Doppio                                | Martin Damm Jiří Novák 7-6, 6-2                  | Fredrik Bergh Patrik Fredriksson | Marc Rosset Martin Sinner         | Martin Damm Rainer Schüttler Kenneth Carlsen Jiří Novák       |
| 9 febbraio  | Dubai Tennis Championships 1998 Dubai, Emirati Arabi Uniti International Series $1,014,250 - Cemento Singolare - Doppio            | Àlex Corretja 7-6(0), 6-1                        | Félix Mantilla                   | Jonas Björkman Wayne Ferreira     | Carlos Moyá Carlos Costa Alberto Berasategui Nicolas Kiefer   |
| 9 febbraio  | Dubai Tennis Championships 1998 Dubai, Emirati Arabi Uniti International Series $1,014,250 - Cemento Singolare - Doppio            | Mahesh Bhupathi Leander Paes 6-2, 7-5            | Donald Johnson Francisco Montana | Jonas Björkman Wayne Ferreira     | Carlos Moyá Carlos Costa Alberto Berasategui Nicolas Kiefer   |
| 9 febbraio  | St. Petersburg Open 1998 San Pietroburgo, Russia International Series $315 000 - Sintetico Singolare - Doppio                      | Richard Krajicek 6-4, 7–6(5)                     | Marc Rosset                      | Thomas Johansson Cédric Pioline   | Daniel Vacek Fabrice Santoro Dominik Hrbatý Hendrik Dreekmann |
| 9 febbraio  | St. Petersburg Open 1998 San Pietroburgo, Russia International Series $315 000 - Sintetico Singolare - Doppio                      | Nicklas Kulti Mikael Tillström 3-6, 6-3, 7-6     | Marius Barnard Brent Haygarth    | Thomas Johansson Cédric Pioline   | Daniel Vacek Fabrice Santoro Dominik Hrbatý Hendrik Dreekmann |
| 9 febbraio  | Sybase Open 1998 San Jose, California, Stati Uniti International Series $315 000 - Cemento Indoor Singolare - Doppio               | Andre Agassi 6-2, 6-4                            | Pete Sampras                     | John van Lottum Michael Chang     | Mark Woodforde Todd Martin Jan-Michael Gambill Tommy Haas     |
| 9 febbraio  | Sybase Open 1998 San Jose, California, Stati Uniti International Series $315 000 - Cemento Indoor Singolare - Doppio               | Todd Woodbridge Mark Woodforde 6-1, 7-5          | Nelson Aerts André Sá            | John van Lottum Michael Chang     | Mark Woodforde Todd Martin Jan-Michael Gambill Tommy Haas     |
| 16 febbraio | European Community Championship 1998 Anversa, Belgio International Series Gold $875 000 - Cemento Singolare - Doppio               | Greg Rusedski 7–6(3), 3-6, 6-1, 6-4              | Marc Rosset                      | Karol Kučera Patrick Rafter       | Petr Korda Thomas Johansson Magnus Larsson Jeff Tarango       |
| 16 febbraio | European Community Championship 1998 Anversa, Belgio International Series Gold $875 000 - Cemento Singolare - Doppio               | Wayne Ferreira Evgenij Kafel'nikov 7-5, 3-6, 6-2 | Tomás Carbonell Francisco Roig   | Karol Kučera Patrick Rafter       | Petr Korda Thomas Johansson Magnus Larsson Jeff Tarango       |
| 16 febbraio | Kroger St. Jude International 1998 Memphis, TN, Stati Uniti International Series Gold $700 000 - Cemento Indoor Singolare - Doppio | Mark Philippoussis 6-3, 6-2                      | Michael Chang                    | Marcelo Ríos Gustavo Kuerten      | Grant Stafford Thomas Enqvist Mark Woodforde Richard Fromberg |
| 16 febbraio | Kroger St. Jude International 1998 Memphis, TN, Stati Uniti International Series Gold $700 000 - Cemento Indoor Singolare - Doppio | Todd Woodbridge Mark Woodforde 6-4, 6-2          | Ellis Ferreira David Roditi      | Marcelo Ríos Gustavo Kuerten      | Grant Stafford Thomas Enqvist Mark Woodforde Richard Fromberg |
| 23 febbraio | U.S. Pro Indoor 1998 Filadelfia, Pennsylvania, Stati Uniti International Series Gold 589 250 $ - Cemento Indoor Singolare - Doppio | Pete Sampras 7-5, 7–6(3)                         | Thomas Enqvist                   | Tommy Haas Sébastien Lareau       | Sjeng Schalken Jeff Tarango Richey Reneberg Grant Stafford    |
| 23 febbraio | U.S. Pro Indoor 1998 Filadelfia, Pennsylvania, Stati Uniti International Series Gold 589 250 $ - Cemento Indoor Singolare - Doppio | Jacco Eltingh Paul Haarhuis 7-6, 6-7, 6-2        | David Macpherson Richey Reneberg | Tommy Haas Sébastien Lareau       | Sjeng Schalken Jeff Tarango Richey Reneberg Grant Stafford    |
| 23 febbraio | Guardian Direct Cup 1998 Londra, Gran Bretagna International Series Gold 689 250 $ - Sintetico Singolare - Doppio                  | Evgenij Kafel'nikov 7-5, 6-4                     | Cédric Pioline                   | Jan Siemerink Wayne Ferreira      | Karol Kučera Marc-Kevin Goellner Tim Henman Patrick Rafter    |
| 23 febbraio | Guardian Direct Cup 1998 Londra, Gran Bretagna International Series Gold 689 250 $ - Sintetico Singolare - Doppio                  | Martin Damm Jim Grabb 6-4, 7-5                   | Evgenij Kafel'nikov Daniel Vacek | Jan Siemerink Wayne Ferreira      | Karol Kučera Marc-Kevin Goellner Tim Henman Patrick Rafter    |

### Marzo
| Settimana         | Torneo | Vincitore | Finalista                                                                                   | Semifinalisti                     | Eliminati ai quarti                                               |
| ----------------- | --- | --- | ------------------------------------------------------------------------------------------- | --------------------------------- | ----------------------------------------------------------------- |
| 2 marzo           | Rotterdam Open 1998 Rotterdam, Paesi Bassi International Series $725 000 - Sintetico Singolare - Doppio | Jan Siemerink 7–6(2), 6-2                                                                                             | Thomas Johansson                                                                            | Richard Krajicek Brett Steven     | Patrick Rafter Greg Rusedski Johan Van Herck Tomás Carbonell      |
| 2 marzo           | Rotterdam Open 1998 Rotterdam, Paesi Bassi International Series $725 000 - Sintetico Singolare - Doppio | Jacco Eltingh Paul Haarhuis 7-6, 6-3                                                                                  | Neil Broad Piet Norval                                                                      | Richard Krajicek Brett Steven     | Patrick Rafter Greg Rusedski Johan Van Herck Tomás Carbonell      |
| 2 marzo           | Tennis Channel Open 1998 Scottsdale, Arizona, Stati Uniti International Series $315 000 - Cemento Singolare - Doppio | Andre Agassi 6-4, 7–6(3)                                                                                              | Jason Stoltenberg                                                                           | Tommy Haas Sjeng Schalken         | Sébastien Lareau Jan-Michael Gambill Andrea Gaudenzi Albert Costa |
| 2 marzo           | Tennis Channel Open 1998 Scottsdale, Arizona, Stati Uniti International Series $315 000 - Cemento Singolare - Doppio | Cyril Suk Michael Tebbutt 4-6, 6-1, 7-6                                                                               | Kent Kinnear David Wheaton                                                                  | Tommy Haas Sjeng Schalken         | Sébastien Lareau Jan-Michael Gambill Andrea Gaudenzi Albert Costa |
| 9 marzo           | Copenaghen Open 1998 Copenaghen, Danimarca International Series $315 000 - Sintetico Singolare - Doppio | Magnus Gustafsson 3-6, 6-1, 6-1                                                                                       | David Prinosil                                                                              | Jan Siemerink Kenneth Carlsen     | Olivier Delaître Brett Steven Gianluca Pozzi Andrei Pavel         |
| 9 marzo           | Copenaghen Open 1998 Copenaghen, Danimarca International Series $315 000 - Sintetico Singolare - Doppio | Tom Kempers Menno Oosting 6-4, 7-6                                                                                    | Jan Siemerink Brett Steven                                                                  | Jan Siemerink Kenneth Carlsen     | Olivier Delaître Brett Steven Gianluca Pozzi Andrei Pavel         |
| 9 marzo           | Indian Wells Masters 1998 Indian Wells, CA, Stati Uniti Tennis Masters Series $2 200 000 - Cemento Singolare - Doppio | Marcelo Ríos 6-3, 6(15)–7, 7–6(4), 6-4                                                                                | Greg Rusedski                                                                               | Thomas Muster Jan-Michael Gambill | Andrij Medvedjev Thomas Enqvist Andre Agassi Petr Korda           |
| 9 marzo           | Indian Wells Masters 1998 Indian Wells, CA, Stati Uniti Tennis Masters Series $2 200 000 - Cemento Singolare - Doppio | Jonas Björkman Patrick Rafter 6-0, 6-3                                                                                | Todd Martin Richey Reneberg                                                                 | Thomas Muster Jan-Michael Gambill | Andrij Medvedjev Thomas Enqvist Andre Agassi Petr Korda           |
| 16 marzo 23 marzo | Lipton Championships 1998 Miami, Florida, Stati Uniti Tennis Masters Series $2,450 000 - Cemento Singolare - Doppio | Marcelo Ríos 7-5, 6-3, 6-4                                                                                            | Andre Agassi                                                                                | Àlex Corretja Tim Henman          | Steve Campbell Jeff Tarango Thomas Enqvist Gustavo Kuerten        |
| 16 marzo 23 marzo | Lipton Championships 1998 Miami, Florida, Stati Uniti Tennis Masters Series $2,450 000 - Cemento Singolare - Doppio | Ellis Ferreira Rick Leach 6-3, 2-6, 6-0                                                                               | Alex O'Brien Jonathan Stark                                                                 | Àlex Corretja Tim Henman          | Steve Campbell Jeff Tarango Thomas Enqvist Gustavo Kuerten        |
| 23 marzo          | Grand Prix Hassan II 1998 Casablanca, Marocco International Series $210 000 - Terra Singolare - Doppio | Andrea Gaudenzi 6-4, 5-7, 6-4                                                                                         | Álex Calatrava                                                                              | Karim Alami Sébastien Grosjean    | Albert Portas Fernando Vicente Juan Antonio Marín Hicham Arazi    |
| 23 marzo          | Grand Prix Hassan II 1998 Casablanca, Marocco International Series $210 000 - Terra Singolare - Doppio | Andrea Gaudenzi Diego Nargiso 6-4, 7-6                                                                                | Cristian Brandi Filippo Messori                                                             | Karim Alami Sébastien Grosjean    | Albert Portas Fernando Vicente Juan Antonio Marín Hicham Arazi    |
| 30 marzo          | Coppa Davis 1998 Bratislava, Slovacchia - Terra Brema, Germania - Sintetico Moionhos de Vento Park, Brasile - Terra Zurigo, Svizzera - Sintetico Genova, Italia - Terra Victoria, Australia - Erba Bruxelles, Belgio - Terra Atlanta, Stati Uniti - Cemento | Vincitori 1º turno Svezia 3-2 Germania 5-0 Spagna 3-2 Svizzera 3-2 Italia 4-1 Zimbabwe 3-2 Belgio 3-2 Stati Uniti 3-2 | Perdenti 1º turno Slovacchia Sudafrica Brasile Rep. Ceca India Australia Paesi Bassi Russia |                                   |                                                                   |

### Aprile
| Settimana | Torneo | Vincitore                                      | Finalista                            | Semifinalisti                        | Eliminati ai quarti                                            |
| --------- | --- | ---------------------------------------------- | ------------------------------------ | ------------------------------------ | -------------------------------------------------------------- |
| 6 aprile  | Hong Kong Open 1998 Hong Kong, Hong Kong International Series $315 000 - Cemento Singolare - Doppio                              | Kenneth Carlsen 6-2, 6-0                       | Byron Black                          | Sébastien Lareau Thomas Johansson    | Gianluca Pozzi Oscar Burrieza Sandon Stolle Neville Godwin     |
| 6 aprile  | Hong Kong Open 1998 Hong Kong, Hong Kong International Series $315 000 - Cemento Singolare - Doppio                              | Byron Black Alex O'Brien 7-5, 6-1              | Neville Godwin Tuomas Ketola         | Sébastien Lareau Thomas Johansson    | Gianluca Pozzi Oscar Burrieza Sandon Stolle Neville Godwin     |
| 6 aprile  | Estoril Open 1998 Estoril, Portogallo International Series $600 000 - Terra Singolare - Doppio                                   | Alberto Berasategui 3-6, 6-1, 6-3              | Thomas Muster                        | Karim Alami Carlos Moyá              | Félix Mantilla Albert Costa Juan Antonio Marín Carlos Costa    |
| 6 aprile  | Estoril Open 1998 Estoril, Portogallo International Series $600 000 - Terra Singolare - Doppio                                   | Donald Johnson Francisco Montana 6-1, 2-6, 6-1 | David Roditi Fernon Wibier           | Karim Alami Carlos Moyá              | Félix Mantilla Albert Costa Juan Antonio Marín Carlos Costa    |
| 6 aprile  | Chennai Open 1998 Chennai, India International Series $405 000 - Cemento Singolare - Doppio                                      | Patrick Rafter 6-3, 6-4                        | Mikael Tillström                     | Leander Paes Todd Woodbridge         | Lars Burgsmüller Gérard Solvès Mark Woodforde Andrei Pavel     |
| 6 aprile  | Chennai Open 1998 Chennai, India International Series $405 000 - Cemento Singolare - Doppio                                      | Mahesh Bhupathi Leander Paes 6-7, 6-3, 6-2     | Olivier Delaître Maks Mirny          | Leander Paes Todd Woodbridge         | Lars Burgsmüller Gérard Solvès Mark Woodforde Andrei Pavel     |
| 13 aprile | Torneo Godó 1998 Barcellona, Spagna International Series Gold $825 000 - Terra Singolare - Doppio                                | Todd Martin 6-2, 1-6, 6-3, 6-2                 | Alberto Berasategui                  | Carlos Moyá Andrea Gaudenzi          | Evgenij Kafel'nikov Dominik Hrbatý Carlos Costa Sergi Bruguera |
| 13 aprile | Torneo Godó 1998 Barcellona, Spagna International Series Gold $825 000 - Terra Singolare - Doppio                                | Jacco Eltingh Paul Haarhuis 6-2, 6-4           | Ellis Ferreira Rick Leach            | Carlos Moyá Andrea Gaudenzi          | Evgenij Kafel'nikov Dominik Hrbatý Carlos Costa Sergi Bruguera |
| 13 aprile | Japan Open Tennis Championships 1998 Tokyo, Giappone International Series Gold $755 000 - Cemento Singolare - Doppio             | Andrei Pavel 6-3, 6-4                          | Byron Black                          | Jan-Michael Gambill Daniel Vacek     | David Dilucia Tim Henman David Prinosil Hendrik Dreekmann      |
| 13 aprile | Japan Open Tennis Championships 1998 Tokyo, Giappone International Series Gold $755 000 - Cemento Singolare - Doppio             | Sébastien Lareau Daniel Nestor 6-4, 3-6, 6-4   | Olivier Delaître Stefano Pescosolido | Jan-Michael Gambill Daniel Vacek     | David Dilucia Tim Henman David Prinosil Hendrik Dreekmann      |
| 20 aprile | Monte Carlo Open 1998 Monte Carlo, Monaco Tennis Masters Series $2 200 000 - Terra Singolare - Doppio                            | Carlos Moyá 6-3, 6-0, 7-5                      | Cédric Pioline                       | Alberto Berasategui Richard Krajicek | Fabrice Santoro Boris Becker Àlex Corretja Petr Korda          |
| 20 aprile | Monte Carlo Open 1998 Monte Carlo, Monaco Tennis Masters Series $2 200 000 - Terra Singolare - Doppio                            | Jacco Eltingh Paul Haarhuis 6-2, 6-4           | Todd Woodbridge Mark Woodforde       | Alberto Berasategui Richard Krajicek | Fabrice Santoro Boris Becker Àlex Corretja Petr Korda          |
| 20 aprile | U.S. Men's Clay Court Championships 1998 Orlando, Florida, Stati Uniti International Series 264 250 $ - Terra Singolare - Doppio | Jim Courier 7-5, 3-6, 7-5                      | Michael Chang                        | Mikael Tillström Andrei Pavel        | Márcio Carlsson Andrew Ilie Marcello Craca Álex Calatrava      |
| 20 aprile | U.S. Men's Clay Court Championships 1998 Orlando, Florida, Stati Uniti International Series 264 250 $ - Terra Singolare - Doppio | Grant Stafford Kevin Ullyett 4-6, 6-4, 7-5     | Michael Tebbutt Mikael Tillström     | Mikael Tillström Andrei Pavel        | Márcio Carlsson Andrew Ilie Marcello Craca Álex Calatrava      |
| 27 aprile | ATP Praga 1998 Praga, Repubblica Ceca International Series $340 000 - Terra Singolare - Doppio                                   | Fernando Meligeni 6-1, 6-4                     | Sláva Doseděl                        | Nicolás Lapentti Dinu Pescariu       | Jacobo Díaz Fernando Vicente Javier Sánchez Andrej Česnokov    |
| 27 aprile | ATP Praga 1998 Praga, Repubblica Ceca International Series $340 000 - Terra Singolare - Doppio                                   | Wayne Arthurs Andrew Kratzmann 6-1, 6-1        | Fredrik Bergh Nicklas Kulti          | Nicolás Lapentti Dinu Pescariu       | Jacobo Díaz Fernando Vicente Javier Sánchez Andrej Česnokov    |
| 27 aprile | Verizon Tennis Challenge 1998 Atlanta, Georgia, Stati Uniti International Series $315 000 - Terra Singolare - Doppio             | Pete Sampras 6(2)–7, 6-3, 7–6(4)               | Jason Stoltenberg                    | Álex Calatrava Andrei Pavel          | Ramón Delgado Steve Campbell Franco Squillari Richey Reneberg  |
| 27 aprile | Verizon Tennis Challenge 1998 Atlanta, Georgia, Stati Uniti International Series $315 000 - Terra Singolare - Doppio             | Ellis Ferreira Brent Haygarth 6-3, 0-6, 6-2    | Alex O'Brien Richey Reneberg         | Álex Calatrava Andrei Pavel          | Ramón Delgado Steve Campbell Franco Squillari Richey Reneberg  |
| 27 aprile | Internazionali di Tennis di Baviera 1998 Monaco di Baviera, Germania International Series $500 000 - Terra Singolare - Doppio    | Thomas Enqvist 6(4)–7, 7–6(6), 6-3             | Andre Agassi                         | Magnus Gustafsson Galo Blanco        | Oliver Gross Nicolas Escudé Tomas Nydahl Jonas Björkman        |
| 27 aprile | Internazionali di Tennis di Baviera 1998 Monaco di Baviera, Germania International Series $500 000 - Terra Singolare - Doppio    | Todd Woodbridge Mark Woodforde 6-0, 6-3        | Joshua Eagle Andrew Florent          | Magnus Gustafsson Galo Blanco        | Oliver Gross Nicolas Escudé Tomas Nydahl Jonas Björkman        |

### Maggio
| Settimana           | Torneo | Vincitore                                  | Finalista                  | Semifinalisti                       | Eliminati ai quarti                                             |
| ------------------- | --- | ------------------------------------------ | -------------------------- | ----------------------------------- | --------------------------------------------------------------- |
| 4 maggio            | ATP German Open 1998 Amburgo, Germania Tennis Masters Series $2 200 000 - Terra Singolare - Doppio                                   | Albert Costa 6-2, 6-0, 1-0 ritiro          | Àlex Corretja              | Karol Kučera Félix Mantilla         | Fabrice Santoro Thomas Muster Gustavo Kuerten Goran Ivanišević  |
| 4 maggio            | ATP German Open 1998 Amburgo, Germania Tennis Masters Series $2 200 000 - Terra Singolare - Doppio                                   | Donald Johnson Francisco Montana 6-4, 6-4  | David Adams Brett Steven   | Karol Kučera Félix Mantilla         | Fabrice Santoro Thomas Muster Gustavo Kuerten Goran Ivanišević  |
| 4 maggio            | International Tennis Championships 1998 Coral Springs, Florida, Stati Uniti International Series $245 000 - Terra Singolare - Doppio | Andrew Ilie 7-5, 6-4                       | Davide Sanguinetti         | Justin Gimelstob Johan Van Herck    | Sébastien Grosjean Xavier Malisse Michael Tebbutt Ramón Delgado |
| 4 maggio            | International Tennis Championships 1998 Coral Springs, Florida, Stati Uniti International Series $245 000 - Terra Singolare - Doppio | Grant Stafford Kevin Ullyett 7-5, 6-4      | Mark Merklein Vince Spadea | Justin Gimelstob Johan Van Herck    | Sébastien Grosjean Xavier Malisse Michael Tebbutt Ramón Delgado |
| 11 maggio           | Internazionali d'Italia 1998 Roma, Italia Tennis Masters Series $2 200 000 - Terra Singolare - Doppio                                | Marcelo Ríos W/O                           | Albert Costa               | Alberto Berasategui Gustavo Kuerten | Michael Chang Brett Steven Richard Krajicek Fernando Vicente    |
| 11 maggio           | Internazionali d'Italia 1998 Roma, Italia Tennis Masters Series $2 200 000 - Terra Singolare - Doppio                                | Mahesh Bhupathi Leander Paes 6-4, 4-6, 7-6 | Ellis Ferreira Rick Leach  | Alberto Berasategui Gustavo Kuerten | Michael Chang Brett Steven Richard Krajicek Fernando Vicente    |
| Maggio 18           | ATP St. Pölten 1998 Sankt Pölten, Austria International Series $400 000 - Terra Singolare - Doppio                                   | Marcelo Ríos 6-2, 6-0                      | Vince Spadea               | Andrea Gaudenzi Marcelo Filippini   | Galo Blanco Francisco Clavet Thomas Muster Sjeng Schalken       |
| Maggio 18           | ATP St. Pölten 1998 Sankt Pölten, Austria International Series $400 000 - Terra Singolare - Doppio                                   | Jim Grabb David Macpherson 6-4, 6-4        | David Adams Wayne Black    | Andrea Gaudenzi Marcelo Filippini   | Galo Blanco Francisco Clavet Thomas Muster Sjeng Schalken       |
| 25 maggio 1º giugno | Open di Francia 1998 Parigi, Francia Grande Slam $5,026,607 - Terra Singolare - Doppio - Doppio misto                                | Carlos Moyá 6-3, 7-5, 6-3                  | Àlex Corretja              | Félix Mantilla Cédric Pioline       | Thomas Muster Marcelo Ríos Filip Dewulf Hicham Arazi            |
| 25 maggio 1º giugno | Open di Francia 1998 Parigi, Francia Grande Slam $5,026,607 - Terra Singolare - Doppio - Doppio misto                                | Jacco Eltingh Paul Haarhuis 6-3, 3-6, 6-3  | Mark Knowles Daniel Nestor | Félix Mantilla Cédric Pioline       | Thomas Muster Marcelo Ríos Filip Dewulf Hicham Arazi            |

### Giugno
| Settimana           | Torneo | Vincitore                                            | Finalista                                 | Semifinalisti                        | Eliminati ai quarti                                             |
| ------------------- | --- | ---------------------------------------------------- | ----------------------------------------- | ------------------------------------ | --------------------------------------------------------------- |
| 8 giugno            | Halle Open 1998 Halle, Germania International Series $875 000 - Erba Singolare - Doppio                       | Evgenij Kafel'nikov 6-4, 6-4                         | Magnus Larsson                            | Paul Haarhuis Thomas Johansson       | Gianluca Pozzi Richard Krajicek Hendrik Dreekmann Magnus Norman |
| 8 giugno            | Halle Open 1998 Halle, Germania International Series $875 000 - Erba Singolare - Doppio                       | Ellis Ferreira Rick Leach 4-6, 6-4, 7-6              | John-Laffnie de Jager Marc-Kevin Goellner | Paul Haarhuis Thomas Johansson       | Gianluca Pozzi Richard Krajicek Hendrik Dreekmann Magnus Norman |
| 8 giugno            | Queen's Club Championships 1998 Londra, Gran Bretagna International Series $725 000 - Erba Singolare - Doppio | Scott Draper 7–6(5), 6-4                             | Laurence Tieleman                         | Mark Woodforde Byron Black           | Thomas Enqvist Doug Flach Brian MacPhie Tim Henman              |
| 8 giugno            | Queen's Club Championships 1998 Londra, Gran Bretagna International Series $725 000 - Erba Singolare - Doppio | Finale non disputata                                 | Finale non disputata                      | Mark Woodforde Byron Black           | Thomas Enqvist Doug Flach Brian MacPhie Tim Henman              |
| 8 giugno            | ATP Bologna Outdoor 1998 Bologna, Italia International Series $315 000 - Terra Singolare - Doppio             | Julián Alonso 6-1, 6-4                               | Karim Alami                               | Juan Antonio Marín Dominik Hrbatý    | Mariano Puerta Carlos Costa Marzio Martelli Franco Squillari    |
| 8 giugno            | ATP Bologna Outdoor 1998 Bologna, Italia International Series $315 000 - Terra Singolare - Doppio             | Brandon Coupe Paul Rosner 7-6, 6-3                   | Giorgio Galimberti Massimo Valeri         | Juan Antonio Marín Dominik Hrbatý    | Mariano Puerta Carlos Costa Marzio Martelli Franco Squillari    |
| 15 giugno           | Ordina Open 1998 's-Hertogenbosch, Paesi Bassi International Series $475 000 - Erba Singolare - Doppio        | Patrick Rafter 7–6(2), 6-2                           | Martin Damm                               | Dennis van Scheppingen Jan Siemerink | Sjeng Schalken Richard Krajicek Karol Kučera Steve Campbell     |
| 15 giugno           | Ordina Open 1998 's-Hertogenbosch, Paesi Bassi International Series $475 000 - Erba Singolare - Doppio        | Guillaume Raoux Jan Siemerink 6-3, 3-6, 6-1          | Joshua Eagle Andrew Florent               | Dennis van Scheppingen Jan Siemerink | Sjeng Schalken Richard Krajicek Karol Kučera Steve Campbell     |
| 15 giugno           | Nottingham Open 1998 Nottingham, Gran Bretagna International Series $315 000 - Erba Singolare - Doppio        | Jonas Björkman 6-3, 6-2                              | Byron Black                               | Sargis Sargsian Jérôme Golmard       | Gianluca Pozzi Brett Steven Scott Draper David Prinosil         |
| 15 giugno           | Nottingham Open 1998 Nottingham, Gran Bretagna International Series $315 000 - Erba Singolare - Doppio        | Justin Gimelstob Byron Talbot 7-5, 6-7, 6-4          | Sébastien Lareau Daniel Nestor            | Sargis Sargsian Jérôme Golmard       | Gianluca Pozzi Brett Steven Scott Draper David Prinosil         |
| 22 giugno 29 giugno | Torneo di Wimbledon 1998 Londra, Gran Bretagna Grande Slam $5,638,006 - Erba Singolare - Doppio - Misto       | Pete Sampras 6(2)–7, 7–6(9), 6-4, 3-6, 6-2           | Goran Ivanišević                          | Tim Henman Richard Krajicek          | Mark Philippoussis Petr Korda Jan Siemerink Davide Sanguinetti  |
| 22 giugno 29 giugno | Torneo di Wimbledon 1998 Londra, Gran Bretagna Grande Slam $5,638,006 - Erba Singolare - Doppio - Misto       | Jacco Eltingh Paul Haarhuis 2-6, 6-4, 7-6, 5-7, 10-8 | Todd Woodbridge Mark Woodforde            | Tim Henman Richard Krajicek          | Mark Philippoussis Petr Korda Jan Siemerink Davide Sanguinetti  |

### Luglio
| Settimana | Torneo | Vincitore                                                         | Finalista                                         | Semifinalisti                       | Eliminati ai quarti                                              |
| --------- | --- | ----------------------------------------------------------------- | ------------------------------------------------- | ----------------------------------- | ---------------------------------------------------------------- |
| 6 luglio  | Swiss Open Gstaad 1998 Gstaad, Svizzera International Series $525 000 - Terra Singolare - Doppio                                          | Àlex Corretja 7–6(5), 7-5, 6-3                                    | Boris Becker                                      | Marcelo Ríos Filip Dewulf           | Francisco Clavet Félix Mantilla Albert Costa Nicolas Kiefer      |
| 6 luglio  | Swiss Open Gstaad 1998 Gstaad, Svizzera International Series $525 000 - Terra Singolare - Doppio                                          | Gustavo Kuerten Fernando Meligeni 6-4, 7-5                        | Daniel Orsanic Cyril Suk                          | Marcelo Ríos Filip Dewulf           | Francisco Clavet Félix Mantilla Albert Costa Nicolas Kiefer      |
| 6 luglio  | Hall of Fame Tennis Championships 1998 Newport, Rhode Island, Stati Uniti International Series $275 000 - Erba Singolare - Doppio         | Leander Paes 6-3, 6-2                                             | Neville Godwin                                    | Jason Stoltenberg Laurence Tieleman | John van Lottum Justin Gimelstob Rainer Schüttler Mark Knowles   |
| 6 luglio  | Hall of Fame Tennis Championships 1998 Newport, Rhode Island, Stati Uniti International Series $275 000 - Erba Singolare - Doppio         | Doug Flach Sandon Stolle 6-2, 4-6, 7-6                            | Scott Draper Jason Stoltenberg                    | Jason Stoltenberg Laurence Tieleman | John van Lottum Justin Gimelstob Rainer Schüttler Mark Knowles   |
| 6 luglio  | Swedish Open 1998 Båstad, Svezia International Series $315 000 - Terra Singolare - Doppio                                                 | Magnus Gustafsson 6-2, 6-3                                        | Andrij Medvedjev                                  | Thomas Johansson Dominik Hrbatý     | Jérôme Golmard Karim Alami Andrea Gaudenzi Jiří Novák            |
| 6 luglio  | Swedish Open 1998 Båstad, Svezia International Series $315 000 - Terra Singolare - Doppio                                                 | Magnus Gustafsson Magnus Larsson 6-4, 6-2                         | Lan Bale Piet Norval                              | Thomas Johansson Dominik Hrbatý     | Jérôme Golmard Karim Alami Andrea Gaudenzi Jiří Novák            |
| 13 luglio | Coppa Davis 1998 Amburgo, Germania - Cemento La Coruna, Spagna - Terra Prato, Italia - Terra Indianapolis, Indiana, Stati Uniti - Cemento | Vincitori quarti Svezia 3-2 Spagna 4-1 Italia 5-0 Stati Uniti 4-1 | Perdenti quarti Germania Svizzera Zimbabwe Belgio |                                     |                                                                  |
| 20 luglio | Mercedes Cup 1998 Stoccarda, Germania International Series Gold $915 000 - Terra Singolare - Doppio                                       | Gustavo Kuerten 4-6, 6-2, 6-4                                     | Karol Kučera                                      | Marcelo Ríos Carlos Moyá            | Boris Becker Bohdan Ulihrach Albert Costa Fernando Vicente       |
| 20 luglio | Mercedes Cup 1998 Stoccarda, Germania International Series Gold $915 000 - Terra Singolare - Doppio                                       | Olivier Delaître Fabrice Santoro 4-6, 7-5, 6-3                    | Joshua Eagle Jim Grabb                            | Marcelo Ríos Carlos Moyá            | Boris Becker Bohdan Ulihrach Albert Costa Fernando Vicente       |
| 20 luglio | Washington Open 1998 Washington, Stati Uniti International Series Gold $575 000 - Cemento Singolare - Doppio                              | Andre Agassi 6-2, 6-0                                             | Scott Draper                                      | Michael Chang Wayne Ferreira        | Jim Courier Filip Dewulf Vince Spadea Sébastien Lareau           |
| 20 luglio | Washington Open 1998 Washington, Stati Uniti International Series Gold $575 000 - Cemento Singolare - Doppio                              | Grant Stafford Kevin Ullyett 6-3, 7-5                             | Wayne Ferreira Patrick Galbraith                  | Michael Chang Wayne Ferreira        | Jim Courier Filip Dewulf Vince Spadea Sébastien Lareau           |
| 27 luglio | Countrywide Classic 1998 Los Angeles, California, Stati Uniti International Series $315 000 - Cemento Singolare - Doppio                  | Andre Agassi 6-4, 6-4                                             | Tim Henman                                        | Justin Gimelstob Guillaume Raoux    | Patrick Rafter Sandon Stolle Michael Joyce Byron Black           |
| 27 luglio | Countrywide Classic 1998 Los Angeles, California, Stati Uniti International Series $315 000 - Cemento Singolare - Doppio                  | Patrick Rafter Sandon Stolle 6-4, 6-4                             | Jeff Tarango Daniel Vacek                         | Justin Gimelstob Guillaume Raoux    | Patrick Rafter Sandon Stolle Michael Joyce Byron Black           |
| 27 luglio | Croatia Open Umag 1998 Umago, Croazia International Series $375 000 - Terra Singolare - Doppio                                            | Bohdan Ulihrach 6-3, 7-6(0)                                       | Magnus Norman                                     | Juan Antonio Marín Mariano Puerta   | Paul Haarhuis Karol Kučera Gustavo Kuerten Félix Mantilla        |
| 27 luglio | Croatia Open Umag 1998 Umago, Croazia International Series $375 000 - Terra Singolare - Doppio                                            | Neil Broad Piet Norval 6-1, 3-6, 6-3                              | Jiří Novák David Rikl                             | Juan Antonio Marín Mariano Puerta   | Paul Haarhuis Karol Kučera Gustavo Kuerten Félix Mantilla        |
| 27 luglio | Austrian Open 1998 Kitzbühel, Austria International Series $500 000 - Terra Singolare - Doppio                                            | Albert Costa 6-2, 1-6, 6-2, 3-6, 6-1                              | Andrea Gaudenzi                                   | Franco Squillari Francisco Clavet   | Richard Fromberg Filip Dewulf Fernando Meligeni Nicolás Lapentti |
| 27 luglio | Austrian Open 1998 Kitzbühel, Austria International Series $500 000 - Terra Singolare - Doppio                                            | Tom Kempers Daniel Orsanic 4-6, 6-4, 6-4                          | Joshua Eagle Andrew Kratzmann                     | Franco Squillari Francisco Clavet   | Richard Fromberg Filip Dewulf Fernando Meligeni Nicolás Lapentti |

### Agosto
| Settimana             | Torneo | Vincitore                                | Finalista                        | Semifinalisti                        | Eliminati ai quarti                                                     |
| --------------------- | --- | ---------------------------------------- | -------------------------------- | ------------------------------------ | ----------------------------------------------------------------------- |
| 3 agosto              | Canada Open 1998 Toronto, Canada Tennis Masters Series $2 200 000 - Cemento Singolare - Doppio                                            | Patrick Rafter 7–6(3), 6-4               | Richard Krajicek                 | Andre Agassi Tim Henman              | Pete Sampras Evgenij Kafel'nikov Jonas Björkman Daniel Vacek            |
| 3 agosto              | Canada Open 1998 Toronto, Canada Tennis Masters Series $2 200 000 - Cemento Singolare - Doppio                                            | Martin Damm Jim Grabb 6-3, 6-1           | Ellis Ferreira Rick Leach        | Andre Agassi Tim Henman              | Pete Sampras Evgenij Kafel'nikov Jonas Björkman Daniel Vacek            |
| 3 agosto              | Dutch Open 1998 Amsterdam, Paesi Bassi International Series $475 000 - Terra Singolare - Doppio                                           | Magnus Norman 6-3, 6-3, 2-6, 6-4         | Richard Fromberg                 | Karol Kučera Mariano Zabaleta        | Dominik Hrbatý Adrian Voinea Galo Blanco Sláva Doseděl                  |
| 3 agosto              | Dutch Open 1998 Amsterdam, Paesi Bassi International Series $475 000 - Terra Singolare - Doppio                                           | Jacco Eltingh Paul Haarhuis 6-3, 6-2     | Dominik Hrbatý Karol Kučera      | Karol Kučera Mariano Zabaleta        | Dominik Hrbatý Adrian Voinea Galo Blanco Sláva Doseděl                  |
| 10 agosto             | Cincinnati Open 1998 Cincinnati, Ohio, Stati Uniti Tennis Masters Series $2 200 000 - Cemento Singolare - Doppio                          | Patrick Rafter 1-6, 7–6(2), 6-4          | Pete Sampras                     | Magnus Larsson Evgenij Kafel'nikov   | Vince Spadea Thomas Johansson Petr Korda Daniel Vacek                   |
| 10 agosto             | Cincinnati Open 1998 Cincinnati, Ohio, Stati Uniti Tennis Masters Series $2 200 000 - Cemento Singolare - Doppio                          | Mark Knowles Daniel Nestor 6-7, 6-4, 6-4 | Olivier Delaître Fabrice Santoro | Magnus Larsson Evgenij Kafel'nikov   | Vince Spadea Thomas Johansson Petr Korda Daniel Vacek                   |
| 10 agosto             | Internazionali di Tennis di San Marino 1998 San Marino, San Marino International Series $275 000 - Terra Singolare - Doppio               | Dominik Hrbatý 6-2, 7-5                  | Mariano Puerta                   | Carlos Costa Richard Fromberg        | Andrea Gaudenzi Juan Albert Viloca Mariano Zabaleta Vincenzo Santopadre |
| 10 agosto             | Internazionali di Tennis di San Marino 1998 San Marino, San Marino International Series $275 000 - Terra Singolare - Doppio               | Jiří Novák David Rikl 6-4, 7-5           | Mariano Hood Sebastián Prieto    | Carlos Costa Richard Fromberg        | Andrea Gaudenzi Juan Albert Viloca Mariano Zabaleta Vincenzo Santopadre |
| 17 agosto             | Indianapolis Tennis Championships 1998 Indianapolis, Indiana, Stati Uniti International Series Gold $915 000 - Cemento Singolare - Doppio | Àlex Corretja 2-6, 6-2, 6-3              | Andre Agassi                     | Ramón Delgado Todd Martin            | Byron Black Wayne Ferreira Greg Rusedski Hicham Arazi                   |
| 17 agosto             | Indianapolis Tennis Championships 1998 Indianapolis, Indiana, Stati Uniti International Series Gold $915 000 - Cemento Singolare - Doppio | Jiří Novák David Rikl 7-5, 4-6, 6-1      | Mark Knowles Daniel Nestor       | Ramón Delgado Todd Martin            | Byron Black Wayne Ferreira Greg Rusedski Hicham Arazi                   |
| 17 agosto             | Pilot Pen International 1998 New Haven, Connecticut, Stati Uniti International Series Gold $745 000 - Cemento Singolare - Doppio          | Karol Kučera 6-4, 5-7, 6-2               | Goran Ivanišević                 | Evgenij Kafel'nikov Richard Krajicek | Leander Paes Bohdan Ulihrach Tim Henman Guillaume Raoux                 |
| 17 agosto             | Pilot Pen International 1998 New Haven, Connecticut, Stati Uniti International Series Gold $745 000 - Cemento Singolare - Doppio          | Wayne Arthurs Peter Tramacchi 7-6, 6-3   | Sébastien Lareau Alex O'Brien    | Evgenij Kafel'nikov Richard Krajicek | Leander Paes Bohdan Ulihrach Tim Henman Guillaume Raoux                 |
| 24 agosto             | Waldbaum's Hamlet Cup 1998 Long Island, New York, Stati Uniti International Series $315 000 - Cemento Singolare - Doppio                  | Patrick Rafter 7–6(3), 6-2               | Félix Mantilla                   | Marat Safin Greg Rusedski            | Gustavo Kuerten David Prinosil Daniel Vacek Nicolas Escudé              |
| 24 agosto             | Waldbaum's Hamlet Cup 1998 Long Island, New York, Stati Uniti International Series $315 000 - Cemento Singolare - Doppio                  | Julián Alonso Javier Sánchez 6-4, 6-4    | Brandon Coupe Dave Randall       | Marat Safin Greg Rusedski            | Gustavo Kuerten David Prinosil Daniel Vacek Nicolas Escudé              |
| 24 agosto             | U.S. Pro Tennis Championships 1998 Boston, Massachusetts, Stati Uniti International Series $315 000 - Cemento Singolare - Doppio          | Michael Chang 6-3, 6-4                   | Paul Haarhuis                    | Sébastien Grosjean Cédric Pioline    | Jonas Björkman Gianluca Pozzi Thomas Muster Sjeng Schalken              |
| 24 agosto             | U.S. Pro Tennis Championships 1998 Boston, Massachusetts, Stati Uniti International Series $315 000 - Cemento Singolare - Doppio          | Jacco Eltingh Paul Haarhuis 6-3, 6-2     | Chris Haggard Jack Waite         | Sébastien Grosjean Cédric Pioline    | Jonas Björkman Gianluca Pozzi Thomas Muster Sjeng Schalken              |
| 31 agosto 7 settembre | US Open 1998 New York, Stati Uniti Grande Slam $6,032 000 - Cemento Singolare - Doppio - Doppio misto                                     | Patrick Rafter 6-3, 3-6, 6-2, 6-0        | Mark Philippoussis               | Pete Sampras Carlos Moyá             | Karol Kučera Jonas Björkman Thomas Johansson Magnus Larsson             |
| 31 agosto 7 settembre | US Open 1998 New York, Stati Uniti Grande Slam $6,032 000 - Cemento Singolare - Doppio - Doppio misto                                     | Cyril Suk Sandon Stolle 4-6, 7-6, 6-2    | Mark Knowles Daniel Nestor       | Pete Sampras Carlos Moyá             | Karol Kučera Jonas Björkman Thomas Johansson Magnus Larsson             |

### Settembre
| Settimana    | Torneo | Vincitore                                           | Finalista                              | Semifinalisti                           | Eliminati ai quarti                                               |
| ------------ | --- | --------------------------------------------------- | -------------------------------------- | --------------------------------------- | ----------------------------------------------------------------- |
| 14 settembre | Brighton International 1998 Bournemouth, Gran Bretagna International Series $375 000 - Terra rossa - 32S/29Q/16D/4Q Singolare - Doppio | Félix Mantilla 6-3, 7-5                             | Albert Costa                           | Marc-Kevin Goellner Vincenzo Santopadre | Alberto Berasategui Stefan Koubek Álex López Morón Arnaud Clément |
| 14 settembre | Brighton International 1998 Bournemouth, Gran Bretagna International Series $375 000 - Terra rossa - 32S/29Q/16D/4Q Singolare - Doppio | Neil Broad Kevin Ullyett 7-6, 6-3                   | Wayne Arthurs Alberto Berasategui      | Marc-Kevin Goellner Vincenzo Santopadre | Alberto Berasategui Stefan Koubek Álex López Morón Arnaud Clément |
| 14 settembre | Tashkent Open 1998 Tashkent, Uzbekistan International Series $380 000 - Cemento - 32S/27Q/16D/4Q Singolare - Doppio                    | Tim Henman 7-5, 6-4                                 | Evgenij Kafel'nikov                    | Cédric Pioline Nicolas Escudé           | Gastón Etlis Marat Safin Karsten Braasch Stefano Pescosolido      |
| 14 settembre | Tashkent Open 1998 Tashkent, Uzbekistan International Series $380 000 - Cemento - 32S/27Q/16D/4Q Singolare - Doppio                    | Stefano Pescosolido Laurence Tieleman 7-5, 4-6, 7-5 | Kenneth Carlsen Sjeng Schalken         | Cédric Pioline Nicolas Escudé           | Gastón Etlis Marat Safin Karsten Braasch Stefano Pescosolido      |
| 14 settembre | Romanian Open 1998 Bucarest, Romania International Series $470 000 - Terra rossa - 32S/32Q/16D/4Q Singolare - Doppio                   | Francisco Clavet 6-4, 2-6, 7-5                      | Arnaud Di Pasquale                     | Albert Portas Adrian Voinea             | Julián Alonso Andrei Pavel Galo Blanco Emilio Benfele Álvarez     |
| 14 settembre | Romanian Open 1998 Bucarest, Romania International Series $470 000 - Terra rossa - 32S/32Q/16D/4Q Singolare - Doppio                   | Andrei Pavel Gabriel Trifu 7-6, 7-6                 | George Cosac Dinu Pescariu             | Albert Portas Adrian Voinea             | Julián Alonso Andrei Pavel Galo Blanco Emilio Benfele Álvarez     |
| 25 settembre | Coppa Davis 1998 Stoccolma, Svezia - Sintetico Milwaukee, Wisconsin, Stati Uniti - Cemento indoor                                      | Vincenti semifinali Svezia 4-1 Italia 4-1           | Perdenti semifinali Spagna Stati Uniti |                                         |                                                                   |
| 28 settembre | Majorca Open 1998 Maiorca, Spagna International Series $425 000 - Terra rossa - 32S/29Q/16D/4Q Singolare - Doppio                      | Gustavo Kuerten 6(5)–7, 6-2, 6-3                    | Carlos Moyá                            | Fernando Vicente Thomas Muster          | Thomas Schiessling Tomás Carbonell Tommy Haas Sergi Bruguera      |
| 28 settembre | Majorca Open 1998 Maiorca, Spagna International Series $425 000 - Terra rossa - 32S/29Q/16D/4Q Singolare - Doppio                      | Daniel Orsanic Pablo Albano 7-6, 6-3                | Jiří Novák David Rikl                  | Fernando Vicente Thomas Muster          | Thomas Schiessling Tomás Carbonell Tommy Haas Sergi Bruguera      |
| 28 settembre | Grand Prix de Tennis de Toulouse 1998 Tolosa, Francia International Series $375 000 - Cemento (i) - 32S/32Q/16D/4Q Singolare - Doppio  | Jan Siemerink 6-4, 6-4                              | Greg Rusedski                          | Nicolas Kiefer Thomas Johansson         | Arnaud Clément Marc Rosset Stéphane Huet Roger Federer            |
| 28 settembre | Grand Prix de Tennis de Toulouse 1998 Tolosa, Francia International Series $375 000 - Cemento (i) - 32S/32Q/16D/4Q Singolare - Doppio  | Fabrice Santoro Olivier Delaître 6-2, 6-4           | Paul Haarhuis Jan Siemerink            | Nicolas Kiefer Thomas Johansson         | Arnaud Clément Marc Rosset Stéphane Huet Roger Federer            |
| 28 settembre | Grand Slam Cup 1998 Monaco, Germania Torneo di fine anno (ITF) $6 000 000 - Cemento (i) - 16S Singolare                                | Marcelo Ríos 6-4 2-6 7-6(1) 5-7 6-3                 | Andre Agassi                           | Mark Philippoussis Karol Kučera         | Félix Mantilla Jonas Björkman Goran Ivanišević Petr Korda         |

### Ottobre
| Settimana  | Torneo | Vincitore                                   | Finalista                         | Semifinalisti                   | Eliminati ai quarti                                                     |
| ---------- | --- | ------------------------------------------- | --------------------------------- | ------------------------------- | ----------------------------------------------------------------------- |
| 9 ottobre  | Swiss Indoors 1998 Basilea, Svizzera International Series $975 000 - Cemento indoor - 32S/32Q/16D/4Q Singolare - Doppio               | Tim Henman 6-4, 6-3, 3-6, 6-4               | Andre Agassi                      | Marc Rosset Thomas Johansson    | David Prinosil Magnus Gustafsson Nicolas Kiefer Fabrice Santoro         |
| 9 ottobre  | Swiss Indoors 1998 Basilea, Svizzera International Series $975 000 - Cemento indoor - 32S/32Q/16D/4Q Singolare - Doppio               | Fabrice Santoro Olivier Delaître 6-3, 7-6   | Piet Norval Kevin Ullyett         | Marc Rosset Thomas Johansson    | David Prinosil Magnus Gustafsson Nicolas Kiefer Fabrice Santoro         |
| 9 ottobre  | Campionati Internazionali di Sicilia 1998 Palermo, Italia International Series $315 000 - Terra - 32S/32Q/16D/4Q Singolare - Doppio   | Mariano Puerta 6-3, 6-2                     | Franco Squillari                  | Àlex Corretja Galo Blanco       | Nicolás Lapentti Fernando Vicente Mariano Zabaleta Arnaud Di Pasquale   |
| 9 ottobre  | Campionati Internazionali di Sicilia 1998 Palermo, Italia International Series $315 000 - Terra - 32S/32Q/16D/4Q Singolare - Doppio   | Francisco Montana Donald Johnson 6-4, 7-6   | Pablo Albano Daniel Orsanic       | Àlex Corretja Galo Blanco       | Nicolás Lapentti Fernando Vicente Mariano Zabaleta Arnaud Di Pasquale   |
| 9 ottobre  | Shanghai Open 1998 Shanghai, Cina International Series $315 000 - Sintetico indoor - 32S/32Q/16D/4Q Singolare - Doppio                | Michael Chang 4-6, 6-1, 6-2                 | Goran Ivanišević                  | Ramón Delgado Paul Haarhuis     | Kenneth Carlsen Michael Tebbutt Mark Woodforde Todd Woodbridge          |
| 9 ottobre  | Shanghai Open 1998 Shanghai, Cina International Series $315 000 - Sintetico indoor - 32S/32Q/16D/4Q Singolare - Doppio                | Mahesh Bhupathi Leander Paes 6-4, 6-7, 7-6  | Todd Woodbridge Mark Woodforde    | Ramón Delgado Paul Haarhuis     | Kenneth Carlsen Michael Tebbutt Mark Woodforde Todd Woodbridge          |
| 12 ottobre | Singapore Open 1998 Singapore, Singapore International Series Gold $575 000 - Sintetico indoor- 32S/16Q/16D/4Q Singolare - Doppio     | Marcelo Ríos 6-4, 6-2                       | Mark Woodforde                    | Jim Courier Sjeng Schalken      | Lleyton Hewitt Jan-Michael Gambill John van Lottum Kenneth Carlsen      |
| 12 ottobre | Singapore Open 1998 Singapore, Singapore International Series Gold $575 000 - Sintetico indoor- 32S/16Q/16D/4Q Singolare - Doppio     | Todd Woodbridge Mark Woodforde 6-2, 6-3     | Mahesh Bhupathi Leander Paes      | Jim Courier Sjeng Schalken      | Lleyton Hewitt Jan-Michael Gambill John van Lottum Kenneth Carlsen      |
| 12 ottobre | Vienna Open 1998 Vienna, Austria International Series Gold $675 000 - Sintetico indoor - 32S/16Q/16D/4Q Singolare - Doppio            | Pete Sampras 6-3, 7–6(3), 6-1               | Karol Kučera                      | Todd Martin Greg Rusedski       | Tim Henman Cédric Pioline Jonas Björkman Patrick Rafter                 |
| 12 ottobre | Vienna Open 1998 Vienna, Austria International Series Gold $675 000 - Sintetico indoor - 32S/16Q/16D/4Q Singolare - Doppio            | Evgenij Kafel'nikov Daniel Vacek 7-5, 6-3   | David Adams John-Laffnie de Jager | Todd Martin Greg Rusedski       | Tim Henman Cédric Pioline Jonas Björkman Patrick Rafter                 |
| 19 ottobre | Grand Prix de Tennis de Lyon 1998 Lione, Francia International Series $725 000 - Sintetico indoor - 32S/16Q/16D/4Q Singolare - Doppio | Àlex Corretja 2-6, 7–6(6), 6-1              | Tommy Haas                        | Marcelo Ríos Wayne Ferreira     | Pete Sampras Arnaud Di Pasquale Olivier Delaître Patrick Rafter         |
| 19 ottobre | Grand Prix de Tennis de Lyon 1998 Lione, Francia International Series $725 000 - Sintetico indoor - 32S/16Q/16D/4Q Singolare - Doppio | Olivier Delaître Fabrice Santoro 6-2, 6-2   | Tomás Carbonell Francisco Roig    | Marcelo Ríos Wayne Ferreira     | Pete Sampras Arnaud Di Pasquale Olivier Delaître Patrick Rafter         |
| 19 ottobre | Ostrava Open 1998 Ostrava, Repubblica Ceca International Series $975 000 - Sintetico indoor Singolare - Doppio                        | Andre Agassi 6-2, 3-6, 6-3                  | Ján Krošlák                       | Thomas Enqvist Wayne Black      | Nicklas Kulti Andrij Medvedjev Martin Damm Thomas Johansson             |
| 19 ottobre | Ostrava Open 1998 Ostrava, Repubblica Ceca International Series $975 000 - Sintetico indoor Singolare - Doppio                        | Nicolas Kiefer David Prinosil 6-4, 6-3      | David Adams Pavel Vízner          | Thomas Enqvist Wayne Black      | Nicklas Kulti Andrij Medvedjev Martin Damm Thomas Johansson             |
| 26 ottobre | Abierto Mexicano de Tenis 1998 Città del Messico, Messico International Series $315 000 - Terra Singolare - Doppio                    | Jiří Novák 6-3, 6-3                         | Xavier Malisse                    | Francisco Clavet Mariano Puerta | Juan Antonio Marín Davide Sanguinetti Alejandro Hernández Jordi Burillo |
| 26 ottobre | Abierto Mexicano de Tenis 1998 Città del Messico, Messico International Series $315 000 - Terra Singolare - Doppio                    | Jiří Novák David Rikl 6-4, 6-2              | Daniel Orsanic David Roditi       | Francisco Clavet Mariano Puerta | Juan Antonio Marín Davide Sanguinetti Alejandro Hernández Jordi Burillo |
| 26 ottobre | Stuttgart Super 9 1998 Stoccarda, Germania Tennis Masters Series $2 200 000 - Cemento indoor - 48S/24Q/24D/4Q Singolare - Doppio      | Richard Krajicek 6-4, 6-3, 6-3              | Evgenij Kafel'nikov               | Pete Sampras Jonas Björkman     | Jan-Michael Gambill Goran Ivanišević Greg Rusedski Marcelo Ríos         |
| 26 ottobre | Stuttgart Super 9 1998 Stoccarda, Germania Tennis Masters Series $2 200 000 - Cemento indoor - 48S/24Q/24D/4Q Singolare - Doppio      | Sébastien Lareau Alex O'Brien 6-3, 3-6, 7-5 | Mahesh Bhupathi Leander Paes      | Pete Sampras Jonas Björkman     | Jan-Michael Gambill Goran Ivanišević Greg Rusedski Marcelo Ríos         |

### Novembre
| Settimana               | Torneo | Vincitore                                    | Finalista                        | Semifinalisti                     | Eliminati ai quarti                                                                   |
| ----------------------- | --- | -------------------------------------------- | -------------------------------- | --------------------------------- | ------------------------------------------------------------------------------------- |
| 2 novembre              | Cerveza Club Colombia Open 1998 Bogotà, Colombia International Series $315 000 - Terra Singolare - Doppio  | Mariano Zabaleta 6-4, 6-4                    | Ramón Delgado                    | Sargis Sargsian Jiří Novák        | Jim Courier Joan Balcells Mauricio Hadad Davide Sanguinetti                           |
| 2 novembre              | Cerveza Club Colombia Open 1998 Bogotà, Colombia International Series $315 000 - Terra Singolare - Doppio  | Diego del Río Mariano Puerta 6-7, 6-3, 6-2   | Gábor Köves Eric Taino           | Sargis Sargsian Jiří Novák        | Jim Courier Joan Balcells Mauricio Hadad Davide Sanguinetti                           |
| 2 novembre              | Paris Open 1998 Parigi, Francia Tennis Masters Series $2 300 000 - Sintetico Singolare - Doppio            | Greg Rusedski 6-4, 7–6(4), 6-3               | Pete Sampras                     | Todd Martin Evgenij Kafel'nikov   | Mark Philippoussis Andre Agassi Magnus Gustafsson Marcelo Ríos                        |
| 2 novembre              | Paris Open 1998 Parigi, Francia Tennis Masters Series $2 300 000 - Sintetico Singolare - Doppio            | Mahesh Bhupathi Leander Paes 6-4, 6-2        | Jacco Eltingh Paul Haarhuis      | Todd Martin Evgenij Kafel'nikov   | Mark Philippoussis Andre Agassi Magnus Gustafsson Marcelo Ríos                        |
| 9 novembre              | Kremlin Cup 1998 Mosca, Russia International Series $1 125 000 - Sintetico Singolare - Doppio              | Evgenij Kafel'nikov 7–6(2), 7–6(5)           | Goran Ivanišević                 | Arnaud Clément Marc Rosset        | Sébastien Lareau Lars Burgsmüller Ján Krošlák Guillaume Raoux                         |
| 9 novembre              | Kremlin Cup 1998 Mosca, Russia International Series $1 125 000 - Sintetico Singolare - Doppio              | Jared Palmer Jeff Tarango 6-4, 6-7, 6-2      | Evgenij Kafel'nikov Daniel Vacek | Arnaud Clément Marc Rosset        | Sébastien Lareau Lars Burgsmüller Ján Krošlák Guillaume Raoux                         |
| 9 novembre              | Movistar Open 1998 Santiago, Cile International Series $315 000 - Terra Singolare - Doppio                 | Francisco Clavet 6-2, 6-4                    | Younes El Aynaoui                | Juan Antonio Marín Félix Mantilla | Marcelo Ríos Nicolás Lapentti Mariano Puerta Jim Courier                              |
| 9 novembre              | Movistar Open 1998 Santiago, Cile International Series $315 000 - Terra Singolare - Doppio                 | Mariano Hood Sebastián Prieto 7-6, 6-7, 7-6  | Massimo Bertolini Devin Bowen    | Juan Antonio Marín Félix Mantilla | Marcelo Ríos Nicolás Lapentti Mariano Puerta Jim Courier                              |
| 9 novembre              | Stockholm Open 1998 Stoccolma, Svezia International Series $800 000 - Cemento indoor Singolare - Doppio    | Todd Martin 6-3, 6-4, 6-4                    | Thomas Johansson                 | Greg Rusedski Tim Henman          | Jason Stoltenberg Daniel Nestor Magnus Gustafsson Takao Suzuki                        |
| 9 novembre              | Stockholm Open 1998 Stoccolma, Svezia International Series $800 000 - Cemento indoor Singolare - Doppio    | Nicklas Kulti Mikael Tillström 7-5, 3-6, 7-5 | Chris Haggard Peter Nyborg       | Greg Rusedski Tim Henman          | Jason Stoltenberg Daniel Nestor Magnus Gustafsson Takao Suzuki                        |
| 18 novembre 24 novembre | ATP Tour World Championships 1998 Hannover, Germania Hartford, Connecticut, Stati Uniti Singolare - Doppio | Àlex Corretja 3-6 3-6 7-5 6-3 7-5            | Carlos Moyá                      | Tim Henman Pete Sampras           | Albert Costa Greg Rusedski Evgenij Kafel'nikov Karol Kučera Andre Agassi Marcelo Ríos |
| 18 novembre 24 novembre | ATP Tour World Championships 1998 Hannover, Germania Hartford, Connecticut, Stati Uniti Singolare - Doppio | Jacco Eltingh Paul Haarhuis 6-4 6-2 7-5      | Mark Knowles Daniel Nestor       | Tim Henman Pete Sampras           | Albert Costa Greg Rusedski Evgenij Kafel'nikov Karol Kučera Andre Agassi Marcelo Ríos |

### Dicembre
Nessun evento

## Debutti
- Bob Bryan
- Mike Bryan
- Juan Ignacio Chela
- Taylor Dent
- Roger Federer
- Juan Carlos Ferrero
- Lleyton Hewitt
- Rubén Ramírez Hidalgo
- Xavier Malisse
- Tommy Robredo
- Michael Russell